# آزمون بهداشت پرنده
آزمون بهداشت پرنده یا آزمون پرنده خوب (به انگلیسی: Well-bird exam)، بررسی پرندگانی است که فرض می‌شود سالم هستند. این معاینه‌ها به‌طور پی‌درپی توسط دامپزشک طیور در نخستین باری که پرنده به دست می‌آید و پس از آن به‌طور سالانه انجام می‌شود.

## آزمون
دامپزشک احتمالاً از صاحبش دربارهٔ محل نگهداری، رژیم غذایی و فعالیت‌های پرنده می‌پرسد، سپس پرها، چشم‌ها، گوش‌ها و سوراخ‌های بینی پرنده را از نظر علائم بیماری بررسی می‌کند. او احتمالاً لکه گِرَم به دست می‌آورد و در صورت درخواست، ممکن است بال‌ها و ناخن‌های پرنده را ببندد. او احتمالاً توصیه‌هایی دربارهٔ مراقبت از حیوان خانگی ارائه می‌دهد.